# Ivan Murnik
Ivan Murnik (3. ledna 1839 Spodnji Otok – 18. ledna 1913 Lublaň) byl rakouský politik slovinské národnosti, v 2. polovině 19. století poslanec Říšské rady.

## Biografie
V letech 1851–1858 vystudoval gymnázium v Lublani, pak studoval práva, která dokončil roku 1862. Nastoupil do advokátní kanceláře Lovro Tomana v Radovljici a s ním pak přesídlil do Lublaně. Od roku 1867 působil v lublaňské obchodní a živnostenské komoře, jejímž tajemníkem byl tehdy Lovro Toman. Později se po Tomanově smrti roku 1870 sám stal tajemníkem komory a působil v ní až do roku 1900. Spolupracoval na vydávání listu Kmetijske in rokodelske novice vedeného Janezem Bleiweisem. V letech 1867–1870 byl Murnik jeho šéferedaktorem.
Společně s Bleiweisem se pak zapojil i do politického života. V roce 1870 byl zvolen na Kraňský zemský sněm, kde zasedal do roku 1877 a reprezentoval kurii měst, obvod Tržič-Radovljica-Kamnik. Opětovně na zemském sněmu působil v období let 1883–1889, nyní coby poslanec za kurii obchodních a živnostenských komor, a znovu v letech 1889–1901 za městskou kurii. Byl mj. dlouhodobě členem finančního výboru sněmu. Angažoval se v otázkách rozvoje železniční sítě. Po dvanáct let byl členem zemského výboru. Zemský sněm ho roku 1870 delegoval i do Říšské rady (celostátní parlament, volený nepřímo zemskými sněmy). V počátcích své politické dráhy tíhl k proudu okolo Janeze Bleiweise (tzv. Staroslovinci), později měl blízko k Mladoslovincům a v závěru své kariéry náležel k Národní pokrokové straně (Narodno napredna stranka).
Od roku 1879 byl členem Kraňské zemědělské společností, jejímž prezidentem pak byl v letech 1889–1899 (od roku 1901 čestný prezident). Zasedal v mnoha dalších spolcích. V letech 1868–1871 působil ve vedení lublaňského Sokola. Národní listy uvedly v nekrologu, že po 30 let nebylo slovinského národního podniku, aby Murnik nebyl horlivým a platným jeho činitelem.
V závěru života trpěl chorobou, kvůli které už neopouštěl svůj dům. Zemřel v lednu 1913. Byl pohřben v Lublani.